# Granada de fum

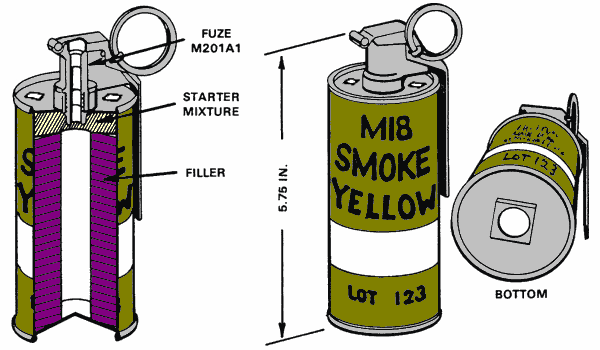
Esquema d'una granada de fum.

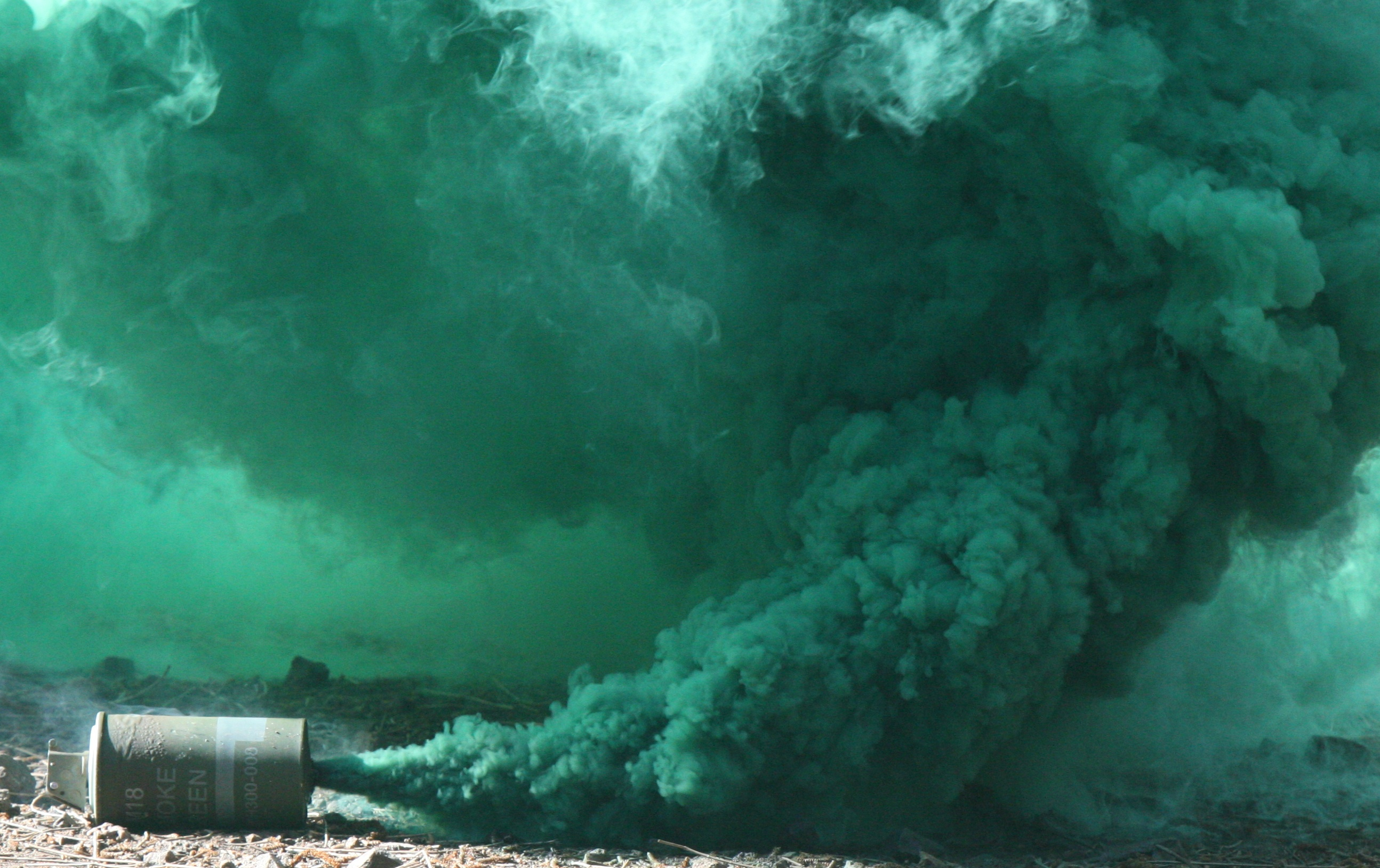
Granada emetent fum

Les granades de fum són un tipus especial de granada de mà utilitzades com a mitjà de senyalització, indicació d'objectiu o marcatge de zona d'aterratge. Igualment, s'utilitzen com a pantalles per cobrir els moviments de les unitats militars. Les granades de fum comunament són considerades com a no letals, encara que un ús inadequat o incorrecte pot causar serioses lesions i fins i tot la mort.
El cos del dispositiu consisteix en un cilindre metàl·lic d'acer amb algunes perforacions a la part superior i inferior per permetre la sortida del fum quan la granada és activa. Conté de 250 a 350 grams de compost generador de fum (sol ser clorat de potassi) entintat; vermell, verd, taronja, gris, groc, blau, blanc, negre o violeta). La reacció produïda és exotèrmica i el contenidor pot romandre calent per algun temps, fins i tot ja sense emetre fum.
Un altre tipus de granades que també emeten fum, encara que no sigui el seu objectiu principal, són les de tipus incendiari. Aquestes estan farcides de fòsfor blanc, que és disseminat per l'ona explosiva. El fòsfor blanc crema en estar en contacte amb l'aire i brilla en una flama de color groc, mentre produeix una gran quantitat de fum blanc (pentaòxid de difòsfor).
L'usuari ha de ser conscient de la direcció del vent en utilitzar les granades, especialment les de fòsfor. Per generar fum de cobertura en gran volum, s'empren bombes de fum. Les granades de fum s'utilitzen també en esdeveniments esportius de Gotcha o airsoft, encara que no necessàriament són d'especificació militar.